# Atherina boyeri
Il Latterino (Atherina boyeri) (G.U. dell'Unione Europea del 04/06/2019 - L 145 - Decisione Delegata (UE) 2019/910 del 13/03/2019) e (G.U. della Repubblica Italiana 2ª Serie speciale - n. 59 del 01/08/2019), conosciuto comunemente come latterino capoccione o acquadella, è un piccolo pesce d'acqua dolce e marina appartenente alla famiglia Atherinidae.

## Distribuzione e habitat
Presente nell'intero mar Mediterraneo, nel mar Nero (subsp. pontica), nel mar Caspio (subsp. caspia) ed in alcuni tratti delle coste atlantiche europee.

Essendo molto eurialino, frequenta soprattutto ambienti lagunari e di foce, ma si può incontrare anche in acque del tutto dolci e in mare, in baie riparate con fondi sabbiosi, misti o a Posidonia oceanica.

## Descrizione
Si tratta di un pesciolino allungato e slanciato, con occhi molto grandi, bocca grande, obliqua e protrudibile a tubo. La pinna caudale è forcuta, la pinna anale è corta, le pinne dorsali sono due, ben separate e inserite indietro (più indietro delle pinne ventrali). Si riconosce dalla congenere Atherina hepsetus per il muso più corto del diametro dell'occhio e per alcuni particolari della colorazione.

La livrea è argentea con testa e ventre brillanti ed una linea scura sul fianco sulla quale decorre una linea brillante, spesso dorata.

Misura fino a 10 cm di lunghezza.

## Alimentazione
Ha dieta carnivora: si nutre di larve di pesci, plancton, piccoli crostacei, vermi (policheti) e molluschi.

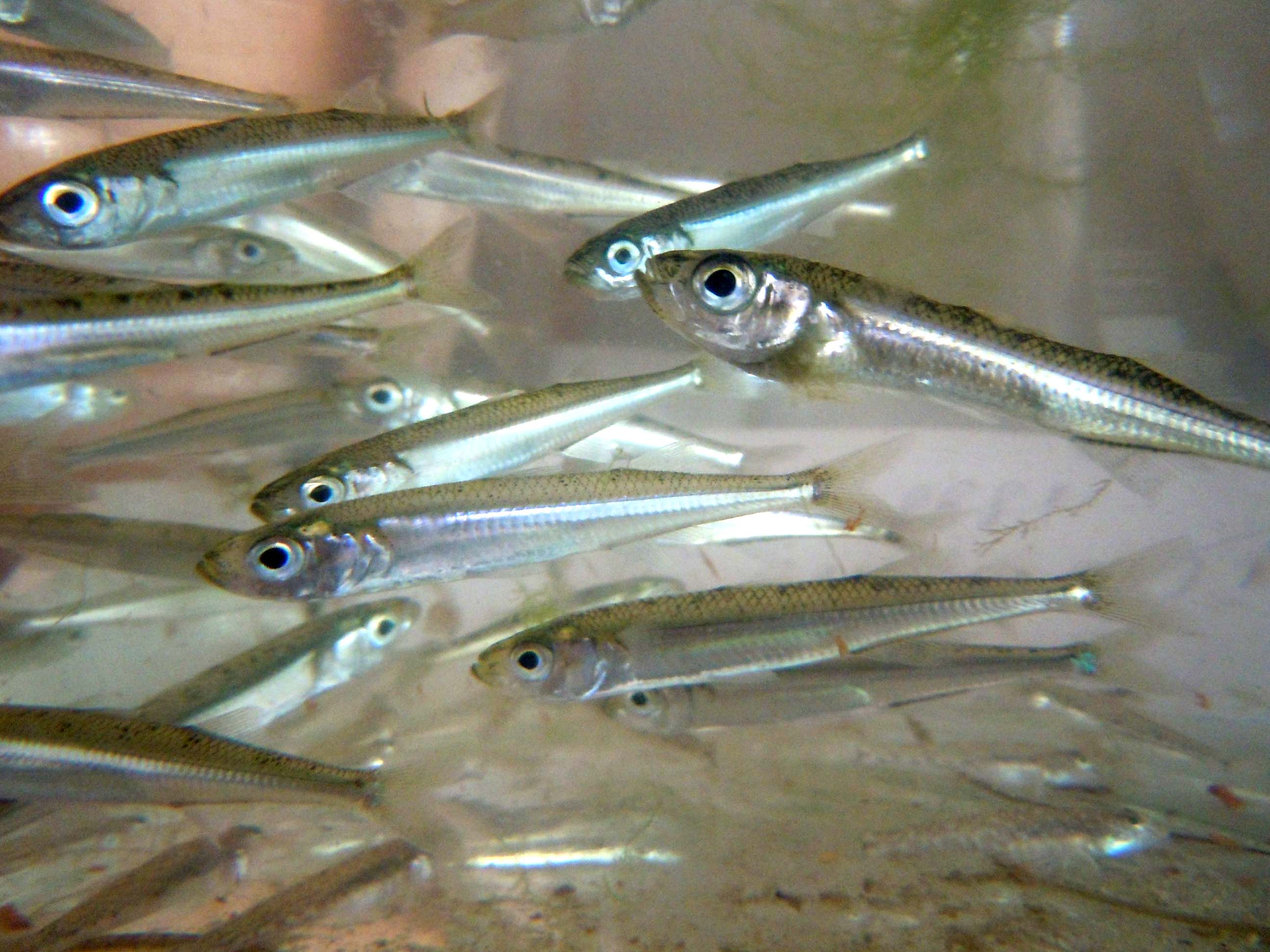
Atherina boyeri

## Biologia
Gregario, vive in fitti branchi.

## Riproduzione
La femmina depone sui fondali uova piuttosto piccole da cui si schiudono delle larve lunghe circa 6,5 mm in 12/13 giorni.

## Predatori
È una delle prede più frequenti di spigole ed altri pesci predatori. Costituisce un anello importantissimo nella catena alimentare delle zone lagunari e di estuario.

## Pesca
Si cattura con apposite reti da posta (in cui si impiglia per gli opercoli branchiali e la grossa testa) in ambienti lagunari e lacustri.